# Mois Beniesz
Mois Beniesz (ur. 29 maja 1907 w Ruse, zm. 6 maja 1976 w Sofii) – bułgarski reżyser teatralny i radiowy.

## Życiorys
W latach 20. kształcił się w Sofii, na początku lat 30. debiutował jako aktor i reżyser w teatrach robotniczych Tribuna i Sini błuzi, w latach 50. kontynuował studia w Moskwie. W latach 1951–1976 pracował w Teatrze Narodowym w Sofii, jednocześnie 1952-1976 wykładał w szkole teatralne w Sofii. Jego spektakle podejmowały wielkie problemy ideowe; nadawał tym inscenizacjom psychologiczny wymiar i kameralny wyraz sceniczny. Do ważniejszych jego spektakli należą Golemanow S.Ł. Kostowa (1953), Płaton Kreczet G. Kornijczuka (1953), Czarownice z Salem A. Millera (1956), Matka Courage B. Brechta (1962), Prokurator G. Dżagarowa (1965), Dwoje na huśtawce W. Gibsona (1965), Chory z urojenia Moliera (1967), Cena A. Millera (1968) i Hedda Gabler H. Ibsena (1971).